# Lycaena feredayi
The Glade Copper (Lycaena feredayi) là một loài bướm ngày thuộc họ Bướm xanh. Nó được tìm thấy ở New Zealand.

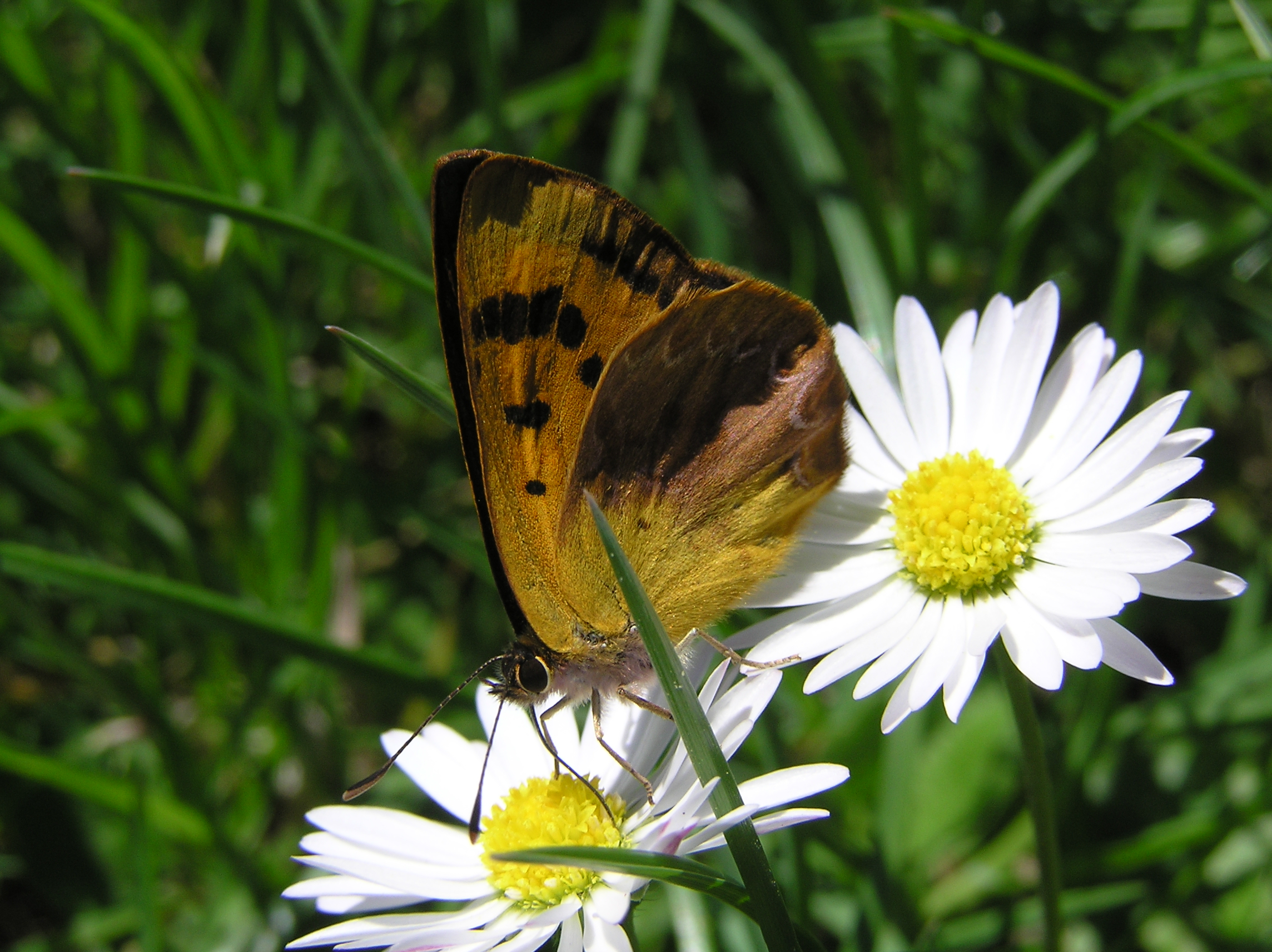

Sải cánh dài 25–32 mm. Con trưởng thành bay từ tháng 11 đến tháng 12 và từ tháng 2 đến đầu tháng 4.
Ấu trùng ăn Muehlenbeckia australis.